# Föld 2 – A világűr Robinsonjai
A Föld 2 – A világűr Robinsonjai (eredeti cím: Earth 2) 1994-es amerikai kaland-sci-fi sorozat, amely 1994. november 6. és 1995. június 4. között futott az NBC csatornán, összesen 22 epizódot élt meg. Magyarországon az RTL Klub mutatta be 2000. szeptember 10-én.
A sorozat nézettsége eleinte szépen ívelt felfelé és az első vetítést követő egy héten belül már a 8. helyre jutott. Ezt követően a sorozat népszerűsége hatalmasat zuhant és rövidesen befejezték a forgatást.

## Történet
2192-ben az emberiség nagy része elmenekült a Földről és egy a Föld körül keringő nagy űrállomáson él. Csak kevés ember maradt a Föld felszínén, mert az lakhatatlanná vált.
A milliárdos Devon Adair nyolcéves fia, Ulysses egy ritka, halálos kimenetelű betegségben, úgynevezett A-szindrómában szenved. Ez egy olyan betegség, amelyet sem a kormány, sem az orvosi közösség nem ismert fel. A feltevések szerint a betegség oka, hogy a gyermekek hiányolják a Föld-szerű környezetet. A legtöbb gyermek, aki ezzel a betegséggel születik, nem éli túl a kilencéves kort.
Devon kétségbeesésében, hogy megmentse fiát, egy csoportot szervez, hogy egy a Földtől 22 fényévnyire levő bolygón teremtsen élhető környezetet fia és más hasonló sorsú gyermekek számára. A bolygó esetleges kolonizációját a kormány ellenzi, ezért egy titkosügynököt építenek be a kolóniába. Egy órával Adair csoportjának indulása előtt bomba robban, majd kiderül, hogy a bombát a Tanács "küldte", hogy megakadályozza a hajó indulását.
Huszonkét évvel később a hajó megérkezik a G889 nevű bolygóra, de lezuhan, így az eredeti tervtől eltérően a bolygó ellentétes oldalára érkeznek. Devon és csoportja szétszóródnak a bolygón és a felszerelésük nagy része is odavész.

## Karakterek
- Devon Adair

Milliárdos, az expedíció vezetője, akinek a fia A-szindrómás. Mint vezető megpróbál egyensúlyt tartani a csoportban, ahol akadályok merülnek fel, miközben szembesülnie kell azzal a lehetőséggel is, hogy a fia nem éli túl a betegséget.
- Ulysses Adair

Becenevén "Uly", ő az expedíció vezetőjének, Devon Adair-nek a nyolcéves fia. Egy olyan betegséggel született, amelyről anyjának az a meggyőződése, hogy a bolygón található friss levegő, tiszta víz és a napsütés segítségével gyógyítható. A G889-re való érkezésével kapcsolatot vélnek felfedezni a terriánok és ő lehet a kolonizáció létrejöttének kulcsa.
- John Danziger

Egy korábban az űrállomásra szerződött munkás. A lánya a legfontosabb neki, de ő is vállalja a védelmező szerepet a csoportban.
- True Danziger

John Danzinger tízéves lánya, aki Ulyval szemben először féltékenységet és ellenszenvet érez, majd később szoros barátság alakul ki köztük.
- Yale

Egy volt fegyenc és kiborg, akinek az emlékeit egy kormányzati program segítségével törölték, emiatt megváltozott a viselkedése.
- Dr. Julia Heller

Egy géntechnológiával módosított kezdő orvos, aki a Tanács ügynöke.
- Morgan Martin

Az Éden project felügyelője, kormányzati tisztviselő, Bess Martin férje.
- Bess Martin

Morgan Martin felesége, aki a Földön bányákban nőtt fel.
- Alonzo Solace

Egy sokszor hibernált pilóta, aki sokkal öregebb, mint amennyinek látszik, szerelme Dr. Heller.
- Reilly

Julia Heller kapcsolatot kart a Tanáccsal, majd végül kiderül, hogy ő csak egy számítógépes program. Az EVE programból kiderül, hogy Reilly is ugyanannak a programnak a része.
- Zero Nulla

A legénység két lábon járó munkása, egy droid, aki képes több feladat ellátására.

## Szereplők
| Főszereplők - Debrah Farentino – Devon Adair (magyar hangja Fehér Anna) - Joey Zimmerman – Ulysses Adair - Clancy Brown – John Danziger (magyar hangja Epres Attila) - J. Madison Wright – True Danziger (magyar hangja Csuha Bori) - Sullivan Walker – Yale (magyar hangja Kristóf Tibor) - Jessica Steen – Dr. Julia Heller (magyar hangja Schell Judit) - Rebecca Gayheart – Bess Martin - John Gegenhuber – Morgan Martin (magyar hangja Takátsy Péter) - Antonio Sabàto Jr. – Alonzo Solace (magyar hangja Kálid Artúr) | Visszatérő szereplők és vendégszínészek - Richard Bradford – Broderick O'Neill parancsnok - Terry O’Quinn – Reilly - Tim Curry – Gaal - Jeff Kober – Z.E.D. - Rockmond Dunbar – Baines - Roy Dotrice – The Elder - Virginia Madsen – Alonzo Solace táncpartnere - Kelli Williams – Mary - Walter Norman – Walman - Marcia Magus – Magus - Tierre Turner – Zero - Kirk Trutner – Cameron |

## Élet a G8889-en
Az új bolygó tája és éghajlata, ahol a hajó lezuhant úgy tűnik, nagyon is hasonlít, a Földön lévő éghajlathoz, mint például a délnyugati Egyesült Államokban. A víz szűkösen rendelkezésre álló és a bozót nő ki a sziklaalakzatokból. Ezen a területen, három különböző faj él, akiket Devon Adair és csoportja fedezett fel.
- Grendlerek

Nem sokkal a megérkezés után a telepesek érintkeznek egy félig intelligens, Grendlers nevű fajjal, akik kereskedők és dögevők. A A Memory Play című epizódban kiderül, hogy a grendlerek nyála egy csodaszer, mert szinte bármilyen betegséget gyógyít.
- Terriánok

Az expedíció során a csoport találkozik egy intelligens földalatti idegen fajjal a Terriánokkal, akik úgy tűnik, hogy egy szimbiotikus kapcsolatban állnak a bolygóval, és csak az álmaikon keresztül képesek kommunikálni a telepesekkel, de csak kevesen értik meg őket.
- Kobák

A kis majom-szerű lényeknek bőr-szerű testük van nagy szemeik. A Kobák éles karmokkal rendelkeznek, az általuk tervezett táplálékforrás ártalmatlanná tételére. A koba-karom karmolása után az áldozat halálközeli kómában esik két-három napig, de maradandó károsodás nélkül ébred fel. A kobák tehetségesek a mimikában. Barátságosak azokkal szemben, akik barátságosak velük, de ha kell gyorsan meg tudják magukat védeni, az esetleges ragadozók ellen.
- Az emberek

A sorozat alatt az telepesek rájöttek, hogy nem ők ez egyetlen emberek a bolygón. A kormány korábban büntetés végrehajtásra használta a bolygót.

## Forgatási helyszín
A sorozat külső felvételeit Új-Mexikóban forgatták, olyan helyeken, mint például White Mesa, Kasha Katuwe Tent Rocks és a Diablo Canyon.

## Epizódok
A sorozat premierje 1994. november 6-án volt, egy két órás pilot epizóddal, (beleértve a reklámokat is). A sorozatot 1995-ben Ausztráliában, Ausztriában, Új-Zélandon, Németországban, Magyarországon, Lengyelországban, Olaszországban, Spanyolországban és az Egyesült Királyság is sugározták, majd 1997 őszén Görögországban is vetítették.

## Egyéb médiumok

### DVD-kiadás
A teljes sorozat (21 epizód amely többek között tartalmazza a két órás pilot epizódot) 2005. július 19-én jelent meg az Egyesült Államokban.

### Regények
Három Föld 2 regények tették közzé 1994 és 1995. decembere között. Az első volt az első a két rész premierje. A fennmaradó kettő pedig eredeti történetek.
- Earth 2: A Novel (Melissa Crandall, 1994. december) ISBN 0441001467
- Puzzle (Sean Dalton, 1995. február) ISBN 0441001483
- Leather Wings (John Vornholt, 1995. május) ISBN 044100198X

### Egyéb
Egyéb termékek, mint például a pólók és pulóverek a Föld 2 logóval, még megvásárolhatók az interneten.